# Amy Roberta Ruck
Amy Roberta "Berta" Ruck, född 2 augusti 1878 i Indien, död 11 augusti 1978 i Aberdyfi, Wales, var en brittisk författare. Hon var gift med författaren Oliver Onions.